# ハイム・レヴィヴォ
ハイム・レヴィヴォ（ヘブライ語: חיים מיכאל רביבו, ラテン文字転写: Haim Michael Revivo、1972年2月22日 - ）は、イスラエル・アシュドッド出身の元サッカー選手。元イスラエル代表。現役時代のポジションはOH, SH。
2005年にニュースサイトYネットが一般大衆へ世論調査した、素晴らしいイスラエル人200人の92番目に選ばれている。

## 経歴

### 生い立ち
伝統的なミズラヒムユダヤ人家族の下でアシュドッドに生まれる。既婚者で3人の子供を授かっている。

### クラブ
16歳の時にハポエル・アシュドッドFCのユースからガドナ・テルアビブ・イェフダFCのユースに入団。同クラブにはシニアチームが存在しなかったため、18歳の時に自由移籍の身となった。ハポエル・クファル・サバFCとマッカビ・ペタク・チクヴァFCの両クラブに断られた後、19歳の時にギオラ・シュピーゲル監督率いるブネイ・イェフダ・テルアビブFCと契約し、同じ都市を拠点とするライバルのハポエル・テルアビブFCと契約するまでの間に3季在籍した。
ルーヴェン・アタールと交換する形でマッカビ・ハイファFCと契約すると1季目に17得点を挙げ、アミール・ターグメンと共に得点王に輝く。2季目は左サイドから中央でのプレイを希望をしたことにシュピーゲル監督は当初難色を示すも、スター選手との争いを避けるため最終的にアロン・ミズラヒを放出することになった。しかし、これが功を奏し、レヴィヴォは昨季以上に得点を重ねていき再び得点王に輝く活躍を見せた。その結果、スペイン1部のセルタ・デ・ビーゴと契約することとなった。
セルタでは地位を確立することになるが、移籍してから程なくして1996年10月にユダヤ教の贖罪日にあたるヨム・キプルのため欠場を希望していたが、最終的に試合開始時間を早めることに決定したことでスペイン全土で話題になった。フェネルバフチェSKでも在籍2季で成功を収め、2001年にリーグ優勝に貢献したが、他から有力な外国人選手が加入すると注目を失い、同じイスタンブールを拠点とするライバルのガラタサライSKと契約したことで様々な論争を引き起こした。
ガラタサイで1季在籍後にイスラエルへ帰国し、FCアシュドッドと契約。12試合に出場後に現役を引退。現在は実業家として成功を収め、過去には自身が所属したアシュドッドのオーナーを務めていた。

### 代表
世代別代表としては、1990年12月18日にリスボンのエスタディオ・ダ・ルスで行われたポルトガル戦でアヴィ・ニムニとエヤル・ベルコヴィッチと共にU-18、それから1年半後に1992年5月13日のヘルツリーヤ・ムニシパル・スタジアムで行われたトルコ戦でU-21代表初出場を飾った。
U-21代表初出場から半年後にラマト・ガン・スタジアムで行われた1994 FIFAワールドカップ・ヨーロッパ予選のスウェーデン戦でA代表初出場を飾って以降、シュロモ・シャーフ監督の下で中心選手として3度のFIFAワールドカップ・ヨーロッパ予選やUEFA欧州選手権・予選、親善試合26試合に出場した。

## タイトル
クラブ
 ブネイ・イェフダ・テルアビブFC
- トトカップ（英語版） : 1991-92

 マッカビ・ハイファFC
- イスラエル・ステートカップ : 1994-95

 フェネルバフチェSK
- スュペル・リグ : 2000-01

個人
- イスラエル・プレミアリーグ（当時の名称リーガ・レウミット（英語版））得点王 : 1994-95, 1995-96
- イスラエル・プレミアリーグ（同上）年間最優秀選手賞 : 1994-95, 1995-96[3]